# The Wrong Side of Heaven and the Righteous Side of Hell, Volume 1
The Wrong Side of Heaven and the Righteous Side of Hell, Volume 1 — четвёртый студийный альбом американской грув-метал группы Five Finger Death Punch, первый из двух альбомов, выпущенных группой в 2013 году. Альбом дебютировал в американском чарте Billboard 200, где занял вторую строчку, что является самой высокой позицией группы в этой стране, с продажами в размерах 113 000 копий. В записи альбома принимали участие многие вокалисты из других групп.
3 марта 2015 года количество продаж альбома превысило 500 000, и альбому был присвоен статус золотого, а 30 ноября 2017 года альбом получил платиновый статус, продав миллион копий.

## Создание
15 февраля 2013 года группа заявила о своей работе над четвёртым альбомом. 15 мая того же года вышло видео, в котором музыканты анонсировали тур с новой песней «Here to Die».
1 мая группа уточнила, что в 2013 году выйдут два студийных альбома, из которых первый (The Wrong Side of Heaven and the Righteous Side of Hell, Volume 1) выйдет 30 июля, а второй (Volume 2) выйдет позднее. Гитарист Золтан Батори рассказал о решении выпустить два альбома за год:

Мы сошли с дороги после нескольких замечательных годов туров, и мы были как будто заряжены энергией для четвёртого альбома. Все были в правильном расположении духа, и мы подозрительно быстро записали 12-13 песен. Однако скоро мы стали быстро находить всё более лучший материал, и, посмотрев друг на друга, мы решили: а зачем останавливаться?... давайте продолжим. И когда была записана уже 24-я песня, мы поняли, что надо делать двойной альбом.  Возможно, это было слишком дорого для нас, но мы думали, что лучший материал группа могла никогда не записать. После долгих размышлений, какую же песню убрать, мы решили оставить всё как есть и выпустить оба альбома.
Оригинальный текст (англ.)We came off the road after a couple of great years of touring and were really amped up to write the 4th record. Everybody was in the right headspace and the band tighter than ever so it was a perfect storm. We jumped in head first and found ourselves 12-13 songs deep fairly quick but were still coming up with better and better material so we looked at each other and said... okay why stop there?... let’s keep going. Once we passed the 24th song we knew we’re going to have to do a double album. We had this massive amount of music that’s very dear to us, possibly the best material this band has ever created. At that point there was no way to decide which songs to leave off the album. So we made the decision to release them all.
— 

## Список композиций
Слова и музыка всех песен — Айвен Муди, Золтан Батори, Джексон Хук, Джереми Спенсер и Кевин Чурко, Кроме тех, где написано.
| №                   | Название                                                         | Длительность |
| ------------------- | ---------------------------------------------------------------- | ------------ |
| 1.                  | «Lift Me Up» (вместе с Робом Хэлфордом из Judas Priest)          | 4:06         |
| 2.                  | «Watch You Bleed»                                                | 3:43         |
| 3.                  | «You»                                                            | 3:03         |
| 4.                  | «Wrong Side of Heaven»                                           | 4:31         |
| 5.                  | «Burn MF»                                                        | 3:37         |
| 6.                  | «I.M.Sin»                                                        | 3:39         |
| 7.                  | «Anywhere But Here» (вместе с Марией Бринк из In This Moment)    | 3:45         |
| 8.                  | «Dot Your Eyes»                                                  | 3:15         |
| 9.                  | «M.I.N.E (End This Way)»                                         | 4:06         |
| 10.                 | «Mama Said Knock You Out» (вместе с Tech N9ne (кавер LL Cool J)) | 2:47         |
| 11.                 | «Diary of a Deadman»                                             | 4:44         |
| Общая длительность: | Общая длительность:                                              | 41:56        |

| №                   | Название                                                           | Длительность |
| ------------------- | ------------------------------------------------------------------ | ------------ |
| 1.                  | «Lift Me Up» (вместе с Робом Хэлфордом из Judas Priest)            | 4:06         |
| 2.                  | «Watch You Bleed»                                                  | 3:43         |
| 3.                  | «You»                                                              | 3:03         |
| 4.                  | «Wrong Side of Heaven»                                             | 4:31         |
| 5.                  | «Burn MF»                                                          | 3:37         |
| 6.                  | «I.M.Sin»                                                          | 3:39         |
| 7.                  | «Anywhere But Here» (вместе с Марией Бринк из In This Moment)      | 3:45         |
| 8.                  | «Dot Your Eyes»                                                    | 3:15         |
| 9.                  | «M.I.N.E (End This Way)»                                           | 4:06         |
| 10.                 | «Mama Said Knock You Out» (вместе с Tech N9ne (кавер LL Cool J))   | 2:47         |
| 11.                 | «Diary of a Deadman»                                               | 4:44         |
| 12.                 | «I.M.Sin» (вместе с Максом Кавалерой)                              | 3:39         |
| 13.                 | «Anywhere But Here» (Дуэт вместе с Марией Бринк из In This Moment) | 3:46         |
| 14.                 | «Dot Your Eyes» (вместе с Джейми Джастой из Hatebreed)             | 3:15         |
| Общая длительность: | Общая длительность:                                                | 55:02        |

| №                   | Название                  | Длительность |
| ------------------- | ------------------------- | ------------ |
| 1.                  | «Intro»                   | 1:00         |
| 2.                  | «Under and Over It»       | 4:09         |
| 3.                  | «Burn It Down»            | 4:07         |
| 4.                  | «American Capitalist»     | 3:33         |
| 5.                  | «Hard to See»             | 3:45         |
| 6.                  | «Coming Down»             | 5:07         |
| 7.                  | «Bad Company»             | 4:57         |
| 8.                  | «White Knuckles»          | 10:00        |
| 9.                  | «Drum Solo»               | 4:16         |
| 10.                 | «Far From Home»           | 2:29         |
| 11.                 | «Never Enough»            | 3:42         |
| 12.                 | «War Is the Answer»       | 5:44         |
| 13.                 | «Remember Everything»     | 5:14         |
| 14.                 | «No One Gets Left Behind» | 3:49         |
| 15.                 | «The Bleeding»            | 7:16         |
| Общая длительность: | Общая длительность:       | 69:08        |

## Чарты и сертификации
| Чарт (2013)                         | Высшая позиция |
| ----------------------------------- | -------------- |
| Австралия (ARIA)                    | 13             |
| Австрия (Ö3 Austria)                | 5              |
| Канада (Canadian Albums Chart)      | 3              |
| Финляндия (Suomen virallinen lista) | 7              |
| Германия (Offizielle Top 100)       | 4              |
| Новая Зеландия (RMNZ)               | 26             |
| Шотландия (Scottish Albums Chart)   | 16             |
| Швеция (Sverigetopplistan)          | 14             |
| Швейцария (Schweizer Hitparade)     | 34             |
| Великобритания (UK Albums Chart)    | 21             |
| Billboard 200                       | 2              |
| Top Rock Albums (Billboard)         | 1              |
| Hard Rock Albums (Billboard)        | 1              |
| Digital Albums (Billboard)          | 2              |
| Independent Albums (Billboard)      | 1              |
| Tastemaker Albums (Billboard)       | 2              |

| США (RIAA)                                          | платиновый | 1 000 000* |
| Канада (Music Canada)                               | золотой    | 40 000*    |
| Великобритания (BPI)                                | серебряный | 60 000*    |
| * данные о продажах основаны только на сертификации |            |            |

## Участники записи
Согласно сайту AllMusic.

| - Муди, Айвен – вокал - Золтан Батори – ритм-гитара - Джейсон Хук – соло-гитара, бэк-вокал - Крис Кейл – бас-гитара, бэк-вокал - Спенсер, Джереми – ударные | - Кевин Чурко — продюсер, звукоинженер, микширование - Кейн Чурко — звукоинженер - Джон Грей — звукоинженер - Ник Беллмор — звукоинженер - Стив Карас — реклама | - Золтан Батори — арт-директор - Христо Шиндов — фотография - Грег Капулло — обложка - Тревор Ниманн — дизайн упаковки | - Роб Хэлфорд — вокал (трек 1) - Мария Бринк — вокал (трек 7) - Tech N9ne — вокал (трек 10) - Макс Кавалера — вокал (трек 12) - Джейми Джаста — вокал (трек 14) |